# Jindřich z Lichtenburka
Jindřich z Lichtenburka, nebo také Hynek, Heinman či Heriman, (asi 1235?–1296) byl přední český šlechtic z rodu Lichtenburků a předek dvou lichtenburských větví – Krušinů a Žlebských.
Narodil se jako nejstarší syn Smila z Lichtenburka a jeho první neznámé manželky kolem roku 1235. Měl tři mladší bratry – Smila II., Oldřicha a Rajmunda z Lichtenburka. Na dvůr českého krále Přemysla Otakara II. Jindřicha přivedl jeho otec Smil. Mezi lety 1263 až 1267 zde Jindřich působil jako nejvyšší maršálek. Poté, co jeho otec v roce 1269 zemřel, se Jindřich stal hlavou celého rodu. Jakkoli byl s ostatními bratry v majetkovém nedílu, staral se o správu rodových statků. Ačkoli po smrti Jindřichova otce vztahy mezi Přemyslem Otakarem II. a Lichtenburky značně ochladly, Jindřich se po boku svého krále v roce 1271 zúčastnil třetí česko-uherské války s uherským králem Štěpánem V. V roce 1272 Jindřich definitivně odešel od královského dvora. I přesto však Přemyslovi roku 1276 zřejmě pomáhal ve válce o alpské země proti římskoněmeckému králi Rudolfovi Habsburskému a o dva roky později jej patrně doprovázel i do bitvy na Moravském poli, v níž český král padl.
V následné anarchii se Jindřich nejprve přidržoval Oty V. Braniborského, který působil jako poručník nezletilého dědice trůnu Václava II. V 80. letech se však Jindřich přidal do protibraniborské opozice a v roce 1283 pomohl zmocnit se vlády nad Čechami Závišovi z Falkenštejna a jeho přívržencům. Záviše podporoval až do roku 1286. Svého syna Hynka Krušinu I. z Lichtenburka dokonce oženil se Závišovou dcerou. V roce 1287 se ale přidal do skupiny Závišových odpůrců a podílel se na jeho pádu.
Jindřich z Lichtenburka zemřel roku 1296 a byl pohřben ve žďárském klášteře. Z prvního manželství s dcerou Bavora I. ze Strakonic Domaslavou po sobě zanechal zmíněného syna Hynka Krušinu I. a z druhého manželství s jistou Matyldou syny Václava, Smila III. a Čeňka.
Vlastnil rozsáhlé majetky v dolním Poohří, ale především na Čáslavsku a Havlíčkobrodsku, kde vlastnil město Brod (dnešní Havlíčkův Brod). Tato oblast byla velmi výnosná, protože se zde těžilo stříbro. Jindřich měl také několik hradů – Klapý (dnešní Hazmburk), Ronovec, Lichnici (Lichtenburk), na které sídlil nejčastěji, a Žleby.

## Život

### Ve stínu mocného otce

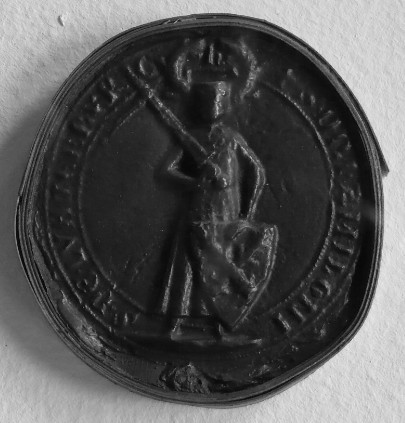
Pečeť Smila z Lichtenburka

Jindřich z Lichtenburka se narodil jako prvorozený syn šlechtice Smila z Lichtenburka a jeho první neznámé manželky. Přesné datum Jindřichova narození není známé. Narodil se přibližně kolem roku 1235. Měl tři mladší bratry – Smila II., Oldřicha a Rajmunda z Lichtenburka. Jindřich se v pramenech poprvé objevil v roce 1251 jako nejmenovaný syn Smila z Lichtenburka. Roku 1256 se oženil s Domaslavou, dcerou Bavora I. ze Strakonic. Papež Alexandr IV. musel k tomuto sňatku udělit dispens, neboť Domaslava byla s Jindřichem ve čtvrtém nebo pátém stupni příbuzenství. Celou záležitost kolem sňatku prošetřoval papežův pověřenec minorita Radlich. Tento sňatek mohl být jakýmsi rituálem smíření mezi rody Lichtenburků a Bavorů ze Strakonic, protože tyto rody stály při odboji kralevice Přemysla Otakara II. proti králi Václavovi I. proti sobě: Bavor ze Strakonic podporoval mladého Přemysla, zatímco Lichtenburkové stáli na straně „starého“ krále.
Smil svého syna přivedl ke dvoru krále Přemysla Otakara II., v jehož listinách Jindřich figuruje od roku 1261, a to bez přídomku většinou jako „syn Smila z Lichtenburka“. Za otcova života v královských listinách vystoupil celkem čtrnáctkrát. Nejčastěji na nich svědčil (potvrdil platnost písemnosti) roku 1261 (třikrát) a 1265 (čtyřikrát), kdy s českým králem pobýval ve Vídni. Spolu s otcem se na královských listinách objevil šestkrát a spolu se svým strýcem Častolovem čtyřikrát. V roce 1263 nahradil Jindřich zesnulého Voka I. z Rožmberka ve významné funkci nejvyššího maršálka. Na tomto postu pak působil až do roku 1267, kdy se novým maršálkem stal Purkart z Janovic. Ve stejném roce, kdy se Jindřich stal maršálkem, byl spolu s otcem přítomen u založení zlatokorunského kláštera Přemyslem Otakarem II. Jindřich za života svého otce patrně sídlil na hradu Žleby, který za tímto účelem možná i sám postavil.

### Na sklonku vlády Přemysla Otakara II.

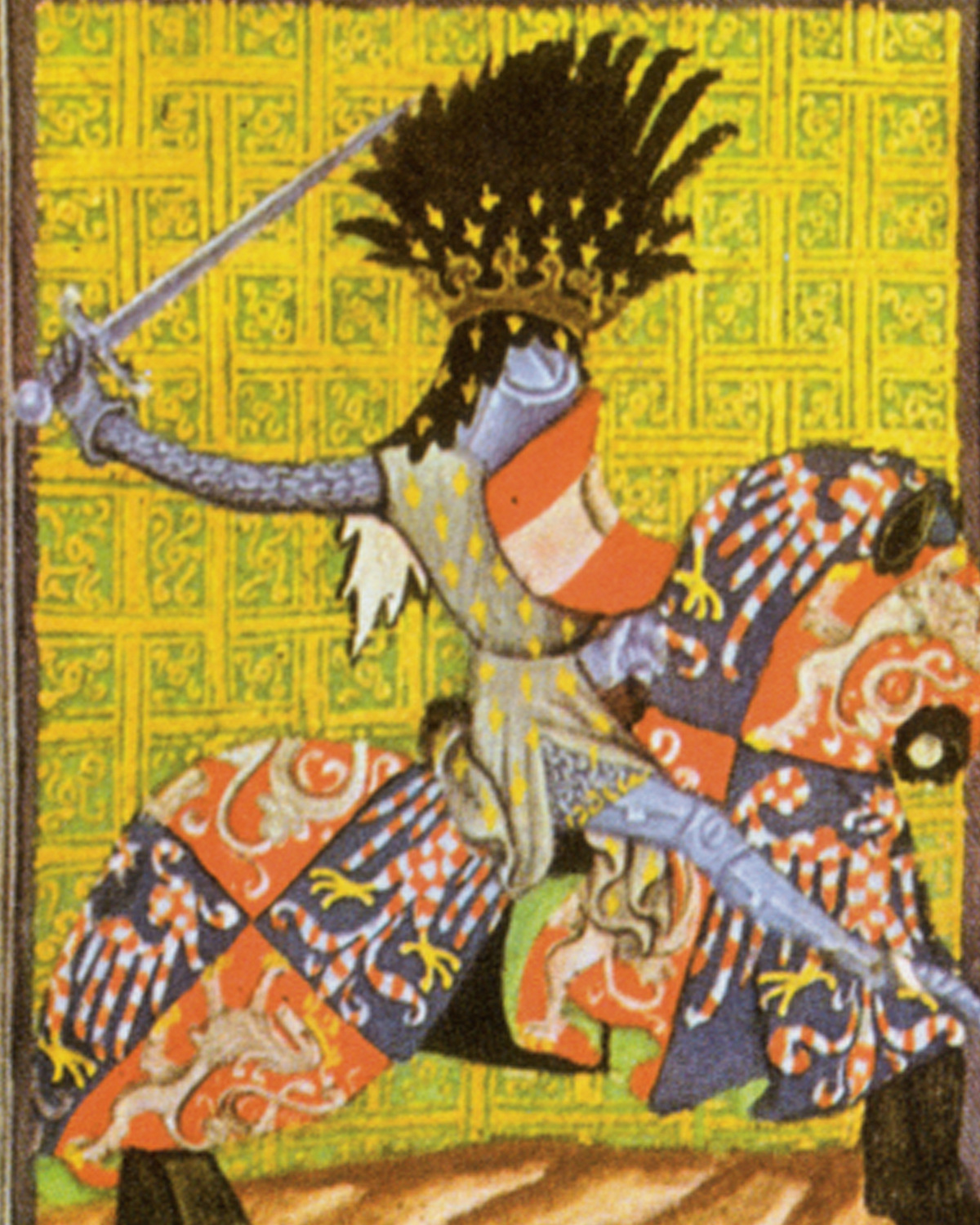
Přemysl Otakar II. (Gelnhausenův kodex)

Když v roce 1269 zemřel Smil z Lichtenburka, správy rodových statků se ujal jeho nejstarší syn Jindřich, ačkoli byl spolu s ostatními bratry v majetkovém nedílu. Jindřich se zároveň stal hlavou celého rodu. Jeho mladší bratr Smil do veřejného dění totiž skoro nezasahoval a zbývající bratři Oldřich a Rajmund byli v době otcovy smrti ještě děti. Oldřich měl kolem devíti let a Rajmund asi čtyři roky. Protože se Jindřichova macecha a Rajmundova matka Alžběta z Křižanova provdala na Moravu za Hrabiše ze Švábenic, Rajmunda starší bratři zřejmě dali někam na vychování, možná do Rakouska.
Smilovi synové si u Přemysla Otakara II. nedokázali vydobýt takový respekt, jaký král železný a zlatý choval k jejich otci. Jindřich z Lichtenburka navíc patrně vystupoval jako drsný a cílevědomý velmož, což vedlo k řadě Přemyslových nepřátelských aktů vůči rodu Lichtenburků. Král například odebral právo skladu a další privilegia lichtenburskému městu Brodu (dnešní Havlíčkův Brod). Podle Josefa Šusty Přemysl Jindřichovi Brod odebral úplně a Lichtenburkové se ho znovu zmocnili až po bitvě na Moravském poli, což však odmítl Jan Urban. Jindřich z Lichtenburka se i po otcově smrti až do roku 1277 často psal jako „syn Smila z Lichtenburka“. Tituloval se tak pětkrát a pouze dvakrát užil přídomku „z Lichtenburka“, který pravidelně využíval až od roku 1277.
Od roku 1269 o Jindřichovi postupně začaly mizet zmínky na královských listinách. V dubnu 1271 Jindřich svědčil v Brně, kdy probíhaly přípravy na třetí česko-uherskou válku, které se Lichtenburk po boku svého krále zúčastnil. Téhož roku byl Jindřich se svým strýcem Častolovem přítomen mírovým jednáním mezi uherským králem Štěpánem V. a Přemyslem Otakarem. Naposledy se v králově blízkosti Jindřich objevil v červenci 1272 a poté se od královského dvora na čas vytratil, na čemž se zřejmě podílela také aféra s uherským magnátem Jindřichem Kyseckým. Ten totiž v roce 1270 po smrti uherského krále Bély IV. uprchl do Čech na dvůr Přemysla Otakara II. Jindřich Kysecký se zde nově oženil, a to s neznámou sestrou Jindřicha z Lichtenburku. V srpnu 1272 se na uherském dvoře odehrál po smrti Štěpána V. další převrat, v jehož důsledku do Čech zamířila další vlna uherských emigrantů včetně bratislavského župana Jiljího. Jiljí byl však nenáviděným rivalem Jindřicha Kyseckého, novopečeného švagra Jindřicha z Lichtenburku. Kysecký na Jiljího příchod do Čech reagoval návratem do Uher, což na Přemyslově dvoře vyvolalo značný rozruch. Králova zloba se následně obrátila na Kyseckého švagra Jindřicha z Lichtenburku. Václav Novotný soudil, že Jindřich Kysecký svou novou choť zanechal v Čechách, k čemuž se přiklonil i Tomáš Somer. Jan Urban však poukázal na to, že taková tvrzení nejsou nijak podložena.

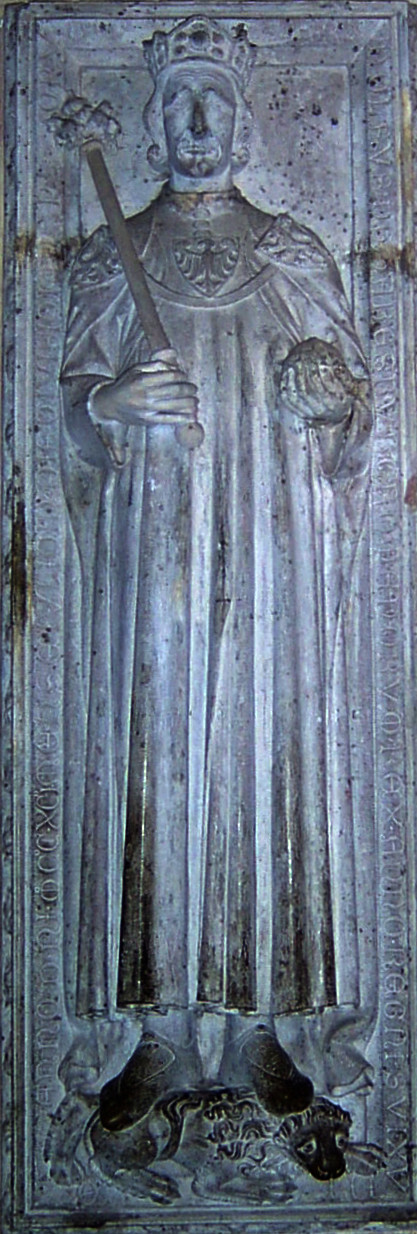
Náhrobní deska Rudolfa I. Habsburského ve špýrském dómě

Podle Josefa Šusty se Jindřich z Lichtenburka roku 1276 po rozpadu vlády Přemysla Otakara II. v alpských zemích zúčastnil po boku Boreše z Rýzmburka a Vítkovců v čele se Závišem z Falkenštejna odboje některých panských předáků proti českému králi. Jeho stanovisko ale odmítl Jan Urban, podle něhož Lichtenburkové Přemyslovi věrnost i přes všemožné spory zachovali. Po Přemyslově boku se Jindřich navíc roku 1276 zřejmě zúčastnil zmíněné neúspěšné války proti novému římskoněmeckému králi Rudolfovi Habsburskému o vládu nad alpskými zeměmi. V roce 1277 u sepisování takzvané druhé dodatkové smlouvy mezi králi Rudolfem a Přemyslem byl Jindřich z Lichtenburka určen za jednoho z rozhodčích, přestože nebyl u jednání přítomen. Druhá dodatková smlouva nakonec však stejně nebyla realizována. Brzy poté se Jindřich navrátil na Přemyslův dvůr, což dokazuje jeho přítomnost při tom, když Rulka z Bibrštejna v únoru 1278 složil českému králi manskou přísahu. Přemysl se Lichtenburkům brzy poté odvděčil za jejich věrnost – v roce 1278 jim restituoval některá práva ke Brodu, což Jindřich se všemi svými bratry 8. června velkolepě demonstroval, když brodským měšťanům udělil městská a horní práva. Není však jisté, zda Jindřich Brodu udělil práva nová, či jen potvrdil práva udělená již jeho otcem. Téhož roku vypukla další válka mezi Rudolfem Habsburským a Přemyslem Otakarem II., která vyvrcholila slavnou bitvou na Moravském poli, ve které byl Přemysl poražen a sám v ní padl. Jindřich z Lichtenburka se této bitvy podle Jana Urbana pravděpodobně zúčastnil, ačkoli to žádné prameny výslovně nepotvrzují.

### Ve víru vysoké politiky
Po smrti Přemysla Otakara II. královna-vdova Kunhuta Uherská do Čech povolala Otu V. Braniborského, který měl působit jako poručník nezletilého syna zesnulého krále Václava II. Poté, co Ota uhájil své postavení před římskoněmeckým králem Rudolfem Habsburským, Jindřich z Lichtenburka si na Otovi v prosinci 1278 v Kolíně vymohl významný ústupek. Ota Lichtenburkům totiž navrátil statky a zbylá privilegia pro jejich město Brod a jeho okolí, které Lichteburkům odňal Přemysl Otakar II. Mezi tato privilegia patřilo především právo skladu a povolení vystavět kolem města kamenné hradby, k čemuž však došlo až na počátku 14. století. Do té doby se město muselo spokojit pouze s dřevěnými kůlovými hradbami. Ota Braniborský následně internoval mladého Václava II. na Bezdězu, poté ho převezl do Žitavy a později do Berlína a Špandavy. Období Otovy poručnické vlády v Čechách bývá označováno jako zlá léta. Po celé zemi se totiž šířila anarchie provázená loupením, všemožným válčením, hladomory a epidemiemi.
Jindřich z Lichtenburka se podobně jako ostatní Ronovci na počátku přidržoval spíše Oty Braniborského, což dokazuje i Otovo zmíněné udělení privilegií pro Brod. V listopadu 1281 však Jindřich spolu s Hynkem z Dubé, Jaroslavem z Lemberka, Janem z Michalovic a Benešem z Vartenberka navštívil Otu ve Frankfurtu nad Odrou. Tato panská skupina, tvořená Markvartici a Ronovci, zde po Otovi požadovala návrat Václava II. do Čech a změnu jeho vládního stylu. Vykoupit Václava II. z internace se panstvu podařilo až na sklonku roku 1282. Moci se následně chopili někteří šlechtici, mezi které patřil pražský biskup Tobiáš a jeho příbuzný Dobeš z Bechyně, Purkart z Janovic, Zbyslav z Třebouně, Zdeslav z Lemberka, Beneš z Vartemberka a jiní. Ronovci včetně Hynka z Dubé a Jindřicha z Lichtenburka se však ocitli zcela v pozadí, přešli proto na stranu opozice tvořenou především Vítkovci. Na královském dvoře následně počátkem roku 1284 proběhl nekrvavý převrat, v jehož důsledku se vlády nad Čechami zmocnila oligarchická skupina šlechtických předáků v čele s vůdcem Vítkovců Závišem z Falkenštejna podporovaná královnou Kunhutou, Lichtenburky i jinými Ronovci, Šterneberky a dalšími šlechtici. Jindřich z Lichtenburka sice žádný úřad nezískal, na straně Záviše z Falkenštejna se však intenzivně angažoval, což dokládá jeho účast na válce mezi Závišovou klikou a přívrženci bývalého vládnoucího uskupení kolem Tobiáše a Dobeše z Bechyně a Purkarta z Janovic, která vyzněla ve prospěch Závišových stoupenců a skončila 24. května uzavřením míru.

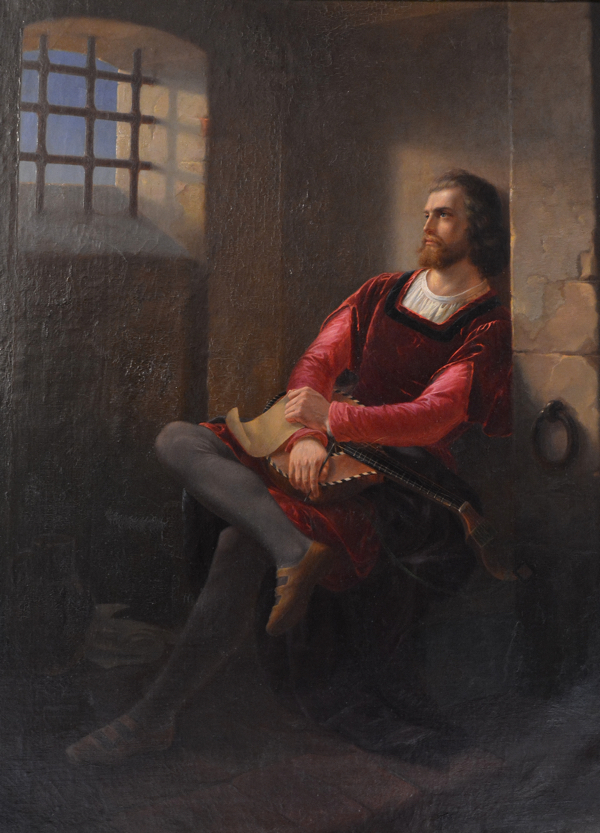
Záviš z Falkenštejna (fiktivní portrét z 19. století)

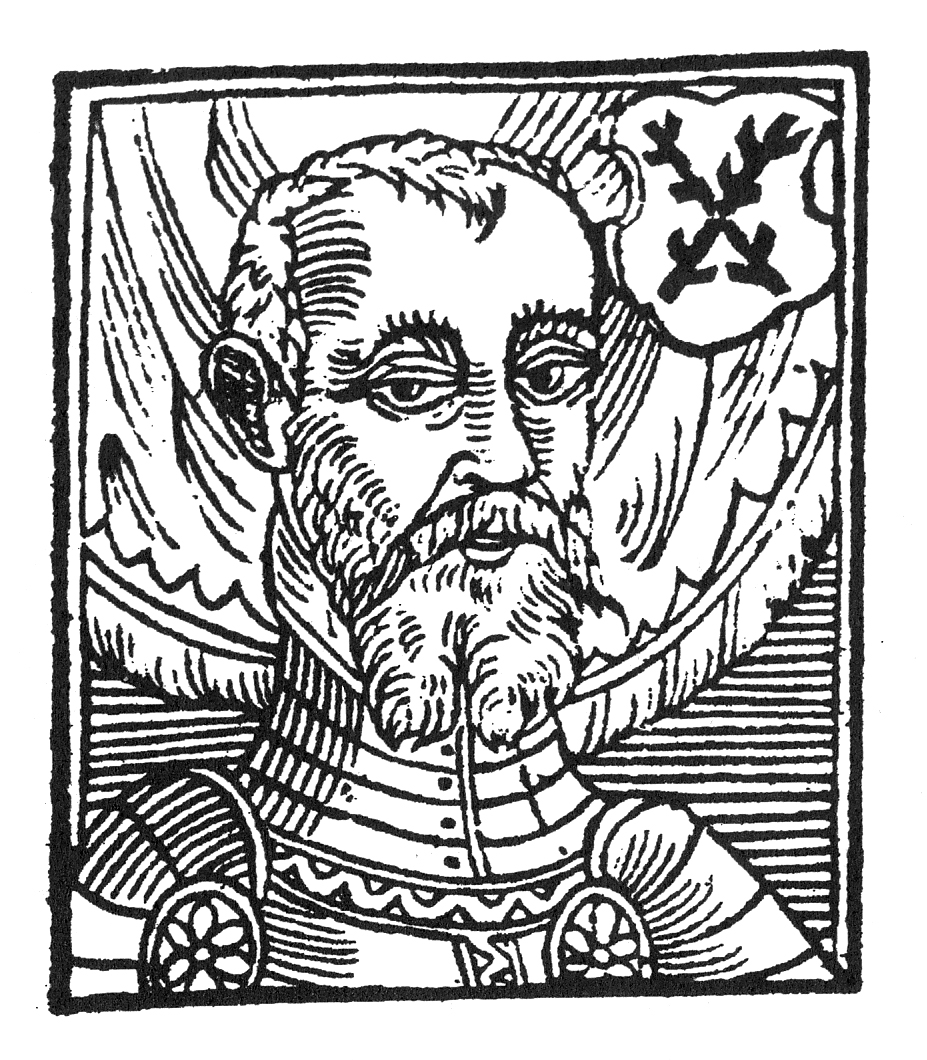
Hynek Krušina I. z Lichtenburka (fiktivní portrét od Bartoloměje Paprockého, Diadochus)

Mezi lety 1284 a 1286 Jindřich z Lichtenburka i nadále podporoval vládu Záviše z Falkenštejna. Jejich spojenectví bylo utvrzeno sňatkem Závišovy nejmenované dcery s Jindřichovým nejstarším synem Hynkem Krušinou I. z Lichtenburka, jemuž byl udělen úřad purkrabího na nepříliš významném hradě Tetíně, ve kterém se však vyznamenal jako velmi prudký a horkokrevný mladík. Spolu s Dětřichem Švihovským ze Švihova a Zdeslavem ze Šternberka totiž v roce 1287 napadal a raboval statky pražského biskupa Tobiáše z Bechyně. Koncem roku 1287 se Záviš vydal do Uher oženit se s dcerou uherského krále Ladislava IV. Alžbětou.
| „                     | Když tedy již konal s velikým zástupem započatou cestou mimo Železné hory, jeden český šlechtic jménem Haiman (Jindřich) z Lichtemburka, na zprávu o tom nepřátelsky ho stíhal a napadl a zajav vozy obral ho (Záviše) o všechno bohatství, které si na cestu připravil | “ |
| — Zbraslavská kronika | |   |

Jeho svatební průvod však na konci roku 1287 v Železných horách přepadl Jindřich z Lichtenburka. Záviš byl Jindřichem oloupen, ale zachránil se útěkem do Opatovického kláštera. Z jakého důvodu tak Lichtenburk učinil, zůstává nejasné. Možná Záviše oloupil kvůli tomu, že nesplatil svatební věno. Nicméně Jindřich z Lichtenburka v tu dobu již pevně stál na straně Závišových odpůrců, což dokázal také podporou rakouského vévody Albrechta I. Habsburského, syna římskoněmeckého krále Rudolfa Habsburského, v jeho pohraniční válce s Vítkovci, která byla ukončena smírem uzavřeným 20. května 1288. Spolu s Purkartem z Janovic a pány z Benešova totiž válčil přímo na habsburské straně, a to v době, kdy Záviš z Falkenštejna pobýval v Uhrách. V době, kdy Václav II. nechal zatknout Záviše z Falkenštejna, což se stalo zřejmě v lednu 1289, Jindřich z Lichtenburka zcela jistě už stál na králově straně. Zda se Jindřich a ostatní Lichtenburkové zúčastnili následujícího potlačování odboje Vítkovců není jisté. Jediným nepřímým důkazem pro toto tvrzení je přítomnost Jindřichova bratra Oldřicha v družině vévody a nevlastního bratra českého krále Mikuláše Opavského, jenž v roce 1290 vedl proti Vítkovcům tažení do jižních Čech, při kterém před Hlubokou vydal rozkaz Záviše z Falkenštejna popravit.
V osmdesátých letech Jindřich z Lichtenburka založil tradici rodových shromáždění Ronovců a s nimi spřízněných rodů pánů z Kunštátu a pánů ze Švábenic ve žďárském klášteře. První takové shromáždění se odehrálo v roce 1283. Účastnili se ho Jindřich se všemi svými bratry, Gerhard ze Zbraslavi a Obřan, Kuna ze Zbraslavi a Kunštátu se syny Bočkem a Bohušem, Hrabiše ze Švábenic se syny Všeborem, Idíkem a Mikulášem a Vítek ze Švábenic se syny Bočkem a Gerhardem. Další schůzka se uskutečnila u příležitosti obdarování žďárského kláštera polovinou vesnice Křižanov Anežkou ze Zbraslavi a Obřan v dubnu 1287. Tentokrát se ho účastnili Anežčin manžel Vítek ze Švábenic, Gerhard z Obřan, Boček z Jevišovic a Jindřichovi bratři Smil II., Oldřich a Rajmund z Lichtenburka. Obdobná shromáždění ve žďárském klášteře trvala až do konce 14. století. Jindřich z Lichtenburka zemřel podle zprávy Jindřicha Řezbáře v Kronice žďárského kláštera roku 1296 a v tomto klášteře byl i pochován. Po jeho smrti byly rodové statky rozděleny mezi zbylé příslušníky rodu. Z prvního manželství s Domaslavou ze Strakonic po sobě zanechal zmíněného syna Hynka Krušinu I. a z druhého manželství s jistou Matyldou syny Václava, Smila III. a Čeňka. Matylda pocházela z neznámého rodu a byla o mnoho mladší než Jindřich – prameny ji poprvé zmiňují až dlouho po smrti jejího manžela v roce 1314, kdy působila jako poručnice svého vnuka Hynka Žlebského.

## Majetek
Jindřich z Lichtenburka byl po celý svůj život v majetkovém nedílu se svými bratry. Jejich rozsáhlé panství spravovali rychtáři jednotlivých měst a vesnic, na které dohlíželi vrchnostenští provinciální sudí.

### Brodsko

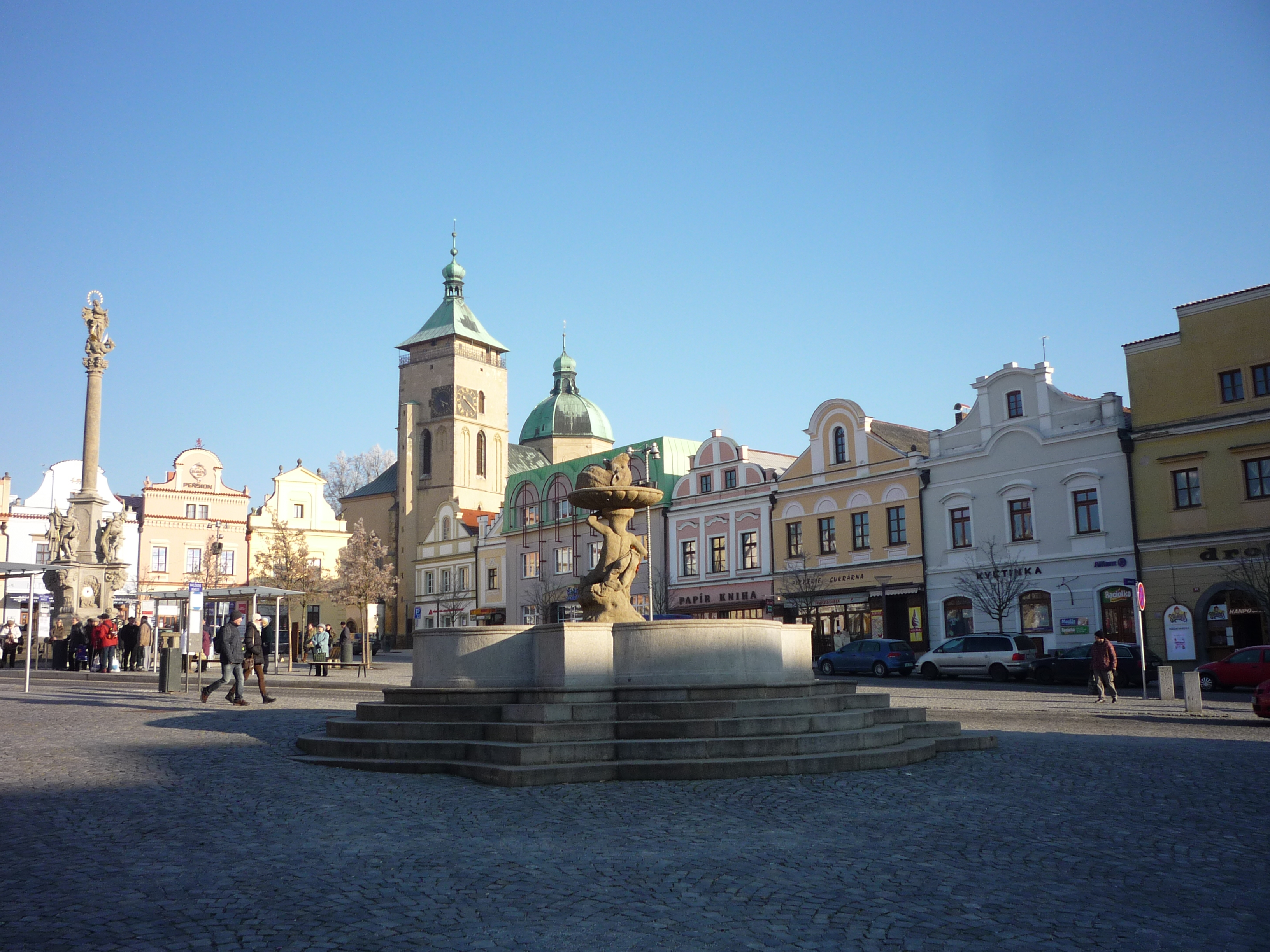
Havlíčkovo náměstí v Havlíčkově Brodu

Nejrozsáhlejší a nejvýznamnější majetky Jindřich vlastnil na Havlíčkobrodsku, což byla díky místním stříbrným dolům neobyčejně výnosná oblast. Centrum jeho dominia v této lokalitě tvořilo město Brod (dnešní Havlíčkův Brod), kterému Jindřich a jeho bratři v roce 1278 udělili horní a městská práva. Možná se však jednalo pouze o konfirmaci udělení práv jejich otcem Smilem. Ke Brodu patřila řada vesnic a soustava dvorů a mlýnů. Lichtenburkům patřily mj. Macourov, Dlouhá Ves a Cibotín, které prodali, zastavili či darovali klášteru cisterciaček v Pohledu. Podobně zde obdarovávali vilémovský klášter.
Stříbro se na Brodsku těžilo především kolem samotného Brodu. Doly existovaly u Stříbrných Hor, Simtan, Samotína, Puchperku, zmíněné Dlouhé Vsi, Hohendorfu, Pohledu a Utína. Štoly se nacházely také u Bartoušova a Macourova. Poté, co se tato ložiska za Jindřichova života vyčerpala, těžba od 90. let pokračovala především v povodí potoků Šlapanky a Žabince, kde se štoly nacházely u Petrkova, Svatého Kříže a Vysoké. I přestože hornictví v okolí Brodu mělo vlastní správu překrývající se s městskou správou, výtěžek z těchto dolů si nárokovali Lichtenburkové, ačkoli kontrolu nad všemi doly měl mít formou horního regálu král. Přemysl Otakar II. tento stav Lichtenburkům trpěl jen do smrti Smila z Lichtenburka. Plnou moc nad doly v okolí Brodu Jindřich z Lichtenburka znovu získal až po Přemyslově smrti. V Brodu se měla nacházet také mincovna, jež však byla začleněna do zemské správy a byla podřízena královskému mincmistrovi. Není vyloučeno, že Lichtenburkové měli na tuto mincovnu velký vliv. Možná ale provozovali vlastní mincovnu, ve které razili vlastní peníze. Brodská mincovna zanikla za vlády Václava II., který všechny mincovny soustředil do Kutné Hory.

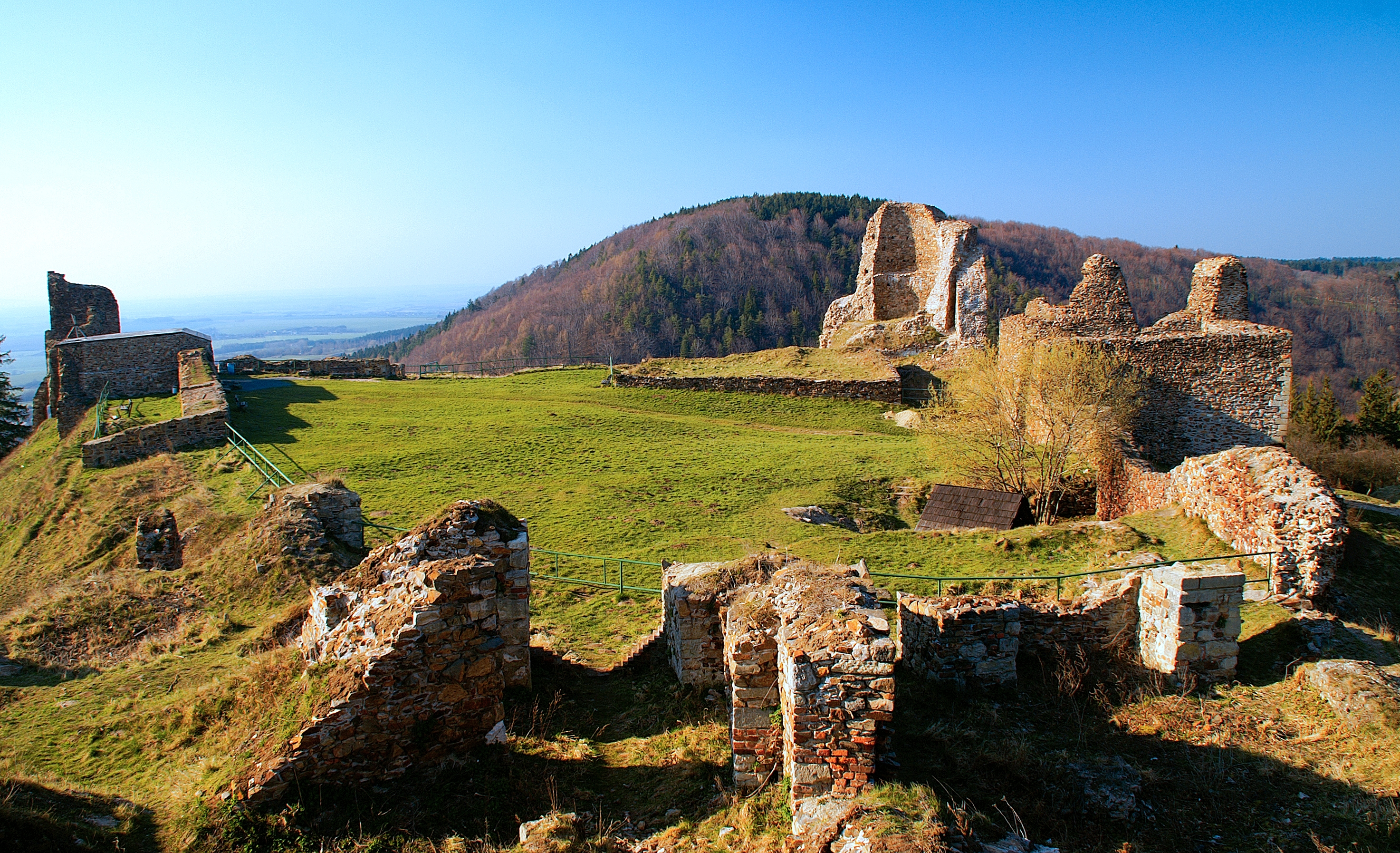
Zřícenina hradu Lichnice

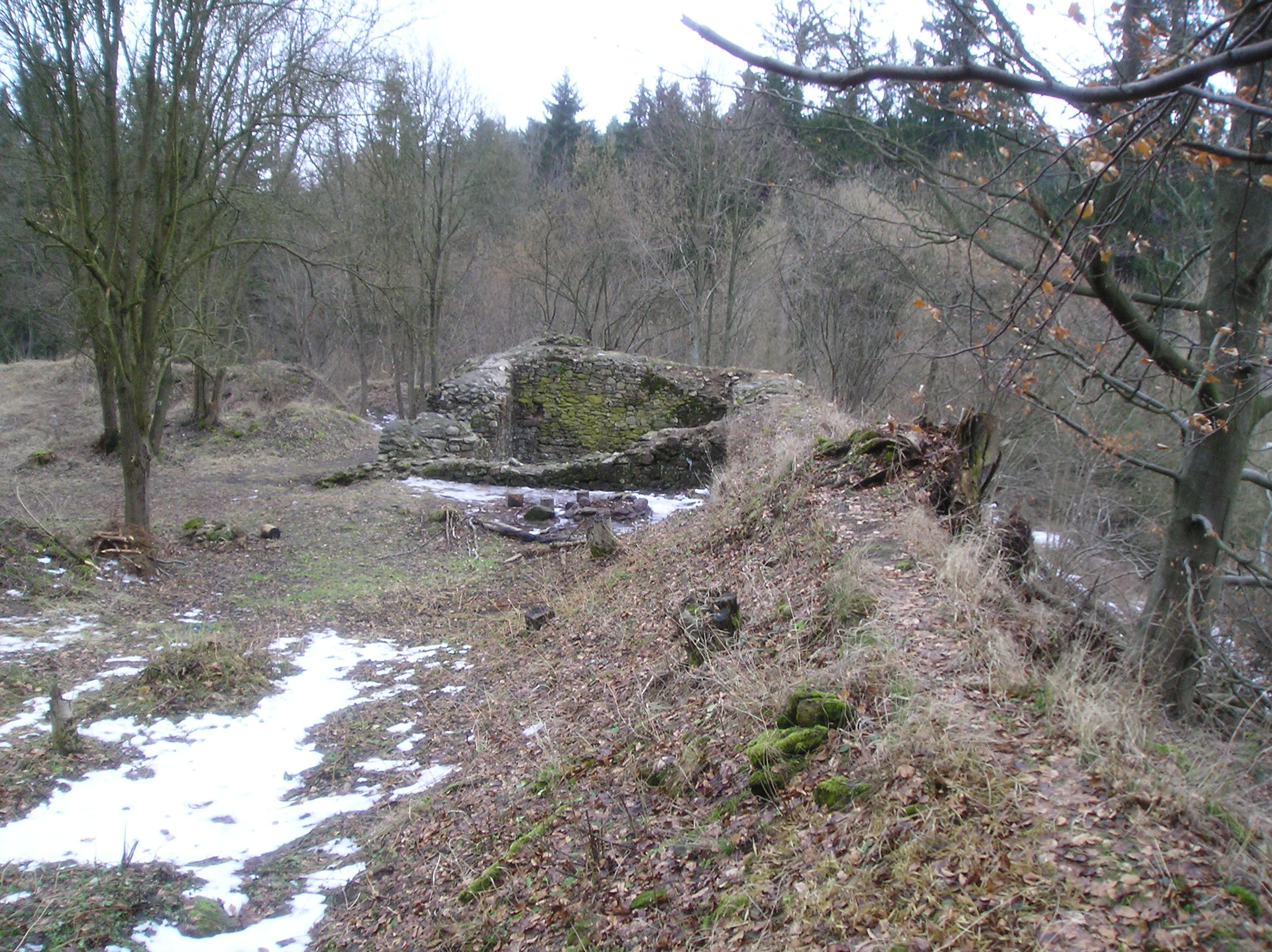
Zřícenina hradu Ronovce

Vedle brodského horního okrsku se v lichtenburském panství v okolí Brodu nacházely další dva horní okrsky: šlapanovský a bělský. Ke Šlapanovu přiléhaly možná vesnice Pfaffendorf, Kamenná, Vysoká, Květnov, Smilov, Okrouhlička, Kochánov, Lípa a Suchá. Některé tyto vsi ale rovněž mohly patřit k Brodu. Střediskem druhého horního okrsku panství Jindřicha z Lichtenburka byla Bělá. Rezidencí Lichtenburků při jejich pobytech v Brodě byl hrad Ronovec, ke kterému patřilo zmíněné městečko Bělá, dále Dolní Krupá, Čachotín, Horní Krupá, Rozsochatec, Cibotín a Kojetín. Doklady o těžbě v této lokalitě existují pouze o Kojetíně.
Poslední državou Jindřicha z Lichtenburka poblíž Brodu byla Chotěboř a její okolí, jež spadala pod Jindřichův hrad Lichnici (Lichtenburk). Poblíž Chotěboře Jindřich možná založil vesnici Počátky. Lichtenburkové zde možná vlastnili také Svinný, Nemojov, Dobkov a Břevnici. Směrem na západ pod jejich dominium spadaly Malejovice a Heřmanice, které Jindřich v roce 1281 prodal vilémovskému klášteru. Z hradu Lichnice (Lichtenburk), na kterém Jindřich nejčastěji sídlil a do roku 1277 se po něm také pravidelně psal, se mimo Chotěbořska spravovaly také lichtenburské statky táhnoucí se od Čáslavi směrem na východ až k Železným horám. Zde Jindřich z Lichtenburka vlastnil například dnes zaniklé Protivany a Stusyni nebo také možná Míčov, Rudov, Jetonice a Podhradí. Jindřich poblíž vlastnil také hrad Žleby, ke kterému patřila Uhelná Příbram, vesnice Žleby, Skovice, Markovice, Biskupice, Zaříčany, Tři Dvory, Koudelov, Ksiny a možná také Bílé Podolí tvořící spolu se Zaříčany nejsevernější Jindřichovu državu.

### Další državy
Spolu s bratry držel Jindřich několik majetků také v dolním Poohří. Tato država začínala Libochovicemi a končila Lovosicemi. Protože se nejednalo o souvislé panství, není jisté co všechno zde Lichtenburkům patřilo. Tato oblast byla však zřejmě poměrně lukrativní, protože byla velmi vhodná pro zemědělství a procházelo tudy několik obchodních stezek. Polovinu Lovosic Jindřich roku 1272 prodal za 500 hřiven stříbra míšeňskému klášteru Atzella. První polovinu prodal už Jindřichův otec. Lichtenburkové zde možná vlastnili také hrad Klapý (dnešní Hazmburk). Hospodářským centrem Jindřichova dominia v dolním Poohří byly zřejmě Libochovice, kterým v roce 1292 povolil užívat magdeburské právo.
V povodí říčky Sázavy měl Jindřich z Lichtenburka možná další nepříliš významný hrad Smrdov, ke kterému patřily vesnice Zboží, Bačkov, Lubno, Štěpanov a Vosičín. Podél potoka Žabince směrem k Jihlavě Jindřich možná vlastnil Střítěž, Štoky, Zvonějov, Dobronín, Ždírec, Dobešov, Heroltice a Německý Šicndorf. Na Čáslavsku asi také Habry a Jeníkov. Západně od Chotěboře pod lichtenburské dominium spadal možná i Krucemburk. Směrem na východ na Moravu mezi Jindřichovy statky náležely Kotlasy. Okraj Jindřichova panství na Čáslavsku tvořila tříšť malých statků a sídel drobných feudálů, z nichž mnozí byli leníky Lichtenburků. Lichtenburskými many mohli být majitelé Hostolovlic, Jeníkova, Bojman, Markvartic, Licoměřic, Lipoltic, Tupadel, Lipky a Frýdnavy.

## Pečetě

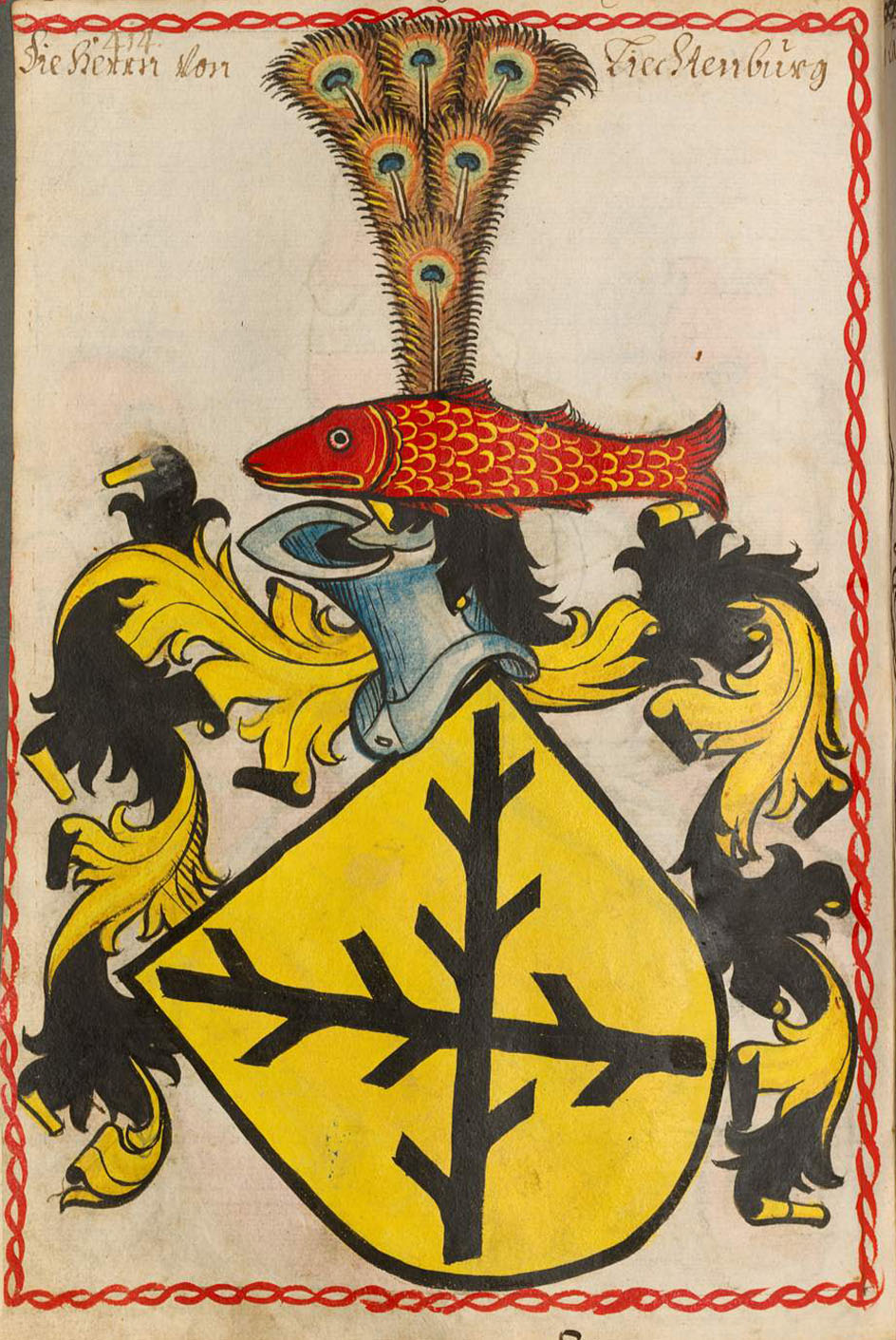
Erb pánů z Lichtenburka

Nejstarší pečeť Jindřicha z Lichtenburka se dochovala z roku 1278. Byla okrouhlá s průměrem 49 milimetrů a byla vyrobena z přírodního vosku. Tutéž pečeť Jindřich použil také v roce 1289. Na listiny se věšela červenými a fialovými nitkami. V poli měla gotický štít skloněný vpravo a vlevo se nalézala hrncová helma s řemením. V klenotu byla rozvětvená kyta (paví pero) přeložená rybou. Pole oddělovala dvojitá linka a kruh z bodů. Stál na ní opis gotickou majuskulí: +SIGILLVM. bEnRICI. DE. LVChTINBVRC. Vnější okraj měla pečeť linkovaný.
Jindřich měl ale také pečeť druhou, rovněž okrouhlou a z přírodního vosku, měřila ale jen 23–25 milimetrů. Tato pečeť se dochovala pouze z listiny vydané roku 1281. V poli měla gotický štít, v němž se nacházely zkřížené ostrve (sekané kmeny s pahýly větví). Pole bylo odděleno perlovcem. Stál na ní opis gotickou majuskulí: +S. h D LVChTINBVRCh. Na vnějším okraji měla pečeť perlovec. Na listiny se věšela pergamenovým proužkem.

## Potomci
1. manželství ∞ asi 1257, Domaslava ze Strakonic
- Hynek Krušina I. z Lichtenburka (asi 1260 – po 1312) ∞ mezi 1284 a 1286, neznámá dcera Záviše z Falkenštejna

2. manželství ∞ Matylda ze Žleb († 1327)
- Václav Žlebský z Lichtenburka (asi 1287 – před 1314) ∞ Anežka
- Smil III. z Lichtenburka (asi 1295 – po 1310)
- Čeněk Žlebský z Ronovce (asi 1295 – před 1314) ∞ Anežka